# Isla Dunbar
La isla Dunbar es una de las islas del archipiélago de las Malvinas. Está en la bahía San Francisco de Paula, al noroeste de la isla Gran Malvina, ubicándose al este de la isla del Rosario y de la isla Baja. 
Asimismo se encuentra al norte de la península Gómez Roca y al oeste de la isla Trinidad. La superficie de la isla es de 2,25 kilómetros cuadrados.
La isla se encuentra, como el resto del archipiélago, administrada por el Reino Unido como parte del Territorio Británico de Ultramar de las Islas Malvinas. Para la Argentina, que la reclama, forma parte del departamento Islas del Atlántico Sur dentro de la provincia de Tierra del Fuego, Antártida e Islas del Atlántico Sur.